# Centro Paralímpico Brasileiro
O Centro Paralímpico Brasileiro, ou Centro Paraolímpico Brasileiro, é um complexo poliesportivo localizado no distrito do Jabaquara, na Zona Sul da cidade de São Paulo, às margens da Rodovia dos Imigrantes, além de estar junto ao Parque Estadual Fontes do Ipiranga e à São Paulo Expo. Inicialmente previsto para ser entregue em fevereiro de 2015, visando a preparação para os Jogos Paralímpicos do Rio de Janeiro, foi inaugurado somente em 23 de maio de 2016 com a presença do então Governador de São Paulo, Geraldo Alckmin. Atualmente, é a sede do Comitê Paralímpico Brasileiro.
O local foi construído onde funcionava a unidade Imigrantes da antiga Febem. A obra custou em torno de R$ 305 milhões, sendo R$ 187 milhões vindos do governo federal e R$ 118 milhões de verba do governo paulista. Conta com uma área de 140 mil m² para a prática de 15 modalidades paralímpicas, além de ter piscina, quadra para diversas modalidades, pista de atletismo e capacidade para receber até 240 atletas simultaneamente. Com 95 mil m² de área construída, o centro foi criado com o intuito de estimular o paradesporto brasileiro, e ajudar seus atletas a ter destaque nas mais diversas competições que disputam. Desde sua inauguração, é o complexo que abriga o maior número de modalidades do mundo e, além disso, é considerado o maior espaço dedicado ao paradesporto da América Latina.
Entre os atletas que já passaram pelo complexo, estão o judoca Antônio Tenório e o nadador Daniel Dias, ambos multimedalhistas paralímpicos.
Além de servir como local de treinamento para atletas com deficiência, o centro também recebe diversas competições, sejam paradesportivas ou não. Como exemplo disso, em 2023, o complexo foi a sede principal da primeira edição brasileira do Corporate Games, tendo recebido sete das onze modalidades do evento, que mescla o melhor do mundo corporativo e do mundo esportivo.
Em média, o complexo recebe, anualmente, mais de 13,7 mil atletas para competições, além de haver mais de 5,1 mil que o utilizam para treinamento.
Em 27 de julho de 2017, o Governador Geraldo Alckmin anunciou a concessão do espaço à iniciativa privada, através de um contrato com previsão de duração de 5 anos. Em outubro do mesmo ano, foi anunciado que o Comitê Paralímpico Brasileiro seria o responsável pela administração do centro, sendo que a entidade já o fazia desde a inauguração do espaço, por meio de um contrato de concessão de um ano, posteriormente estendido por mais seis meses.
Em 17 de março de 2018, entrou em operação uma linha de ônibus com destino ao Centro Paralímpico, partindo do Terminal Jabaquara, anexo à estação homônima da Linha 1-Azul do Metrô, visando facilitar o acesso às dependências do complexo por meio do transporte público, já que o espaço onde o mesmo se encontra, situado a uma distância de dois quilômetros da estação e do terminal, é considerado de difícil acesso por se localizar em uma área desabitada, além de possuir desníveis e trechos mais íngremes, que comprometem o deslocamento dos usuários que são o público-alvo do complexo, no caso, os atletas com deficiência. A linha se destaca pelo fato de não possuir catraca e ter espaço para guardar até quatro cadeiras de rodas, proporcionando, assim, maior comodidade a atletas e demais passageiros que possuam dificuldades de locomoção.

## Estrutura
O Centro Paralímpico Brasileiro conta, em suas dependências, com a seguinte estrutura:
- Duas pistas de atletismo: uma a céu aberto e com certificado internacional da Iaaf, e outra coberta (indoor)

- Centro aquático totalmente coberto, com uma piscina olímpica (50m) e outra semi-olímpica (25m)

- Campo de futebol de 7

- Campo de futebol de 5

- Quadras de tênis

- Ginásio com espaços para tênis de mesa, goalball, judô, esgrima e bocha

- Quadras de vôlei, basquete, poliesportiva e campo de rúgbi, todos cobertos

- Centro de Medicina e Ciência do Esporte

- Salas de fitness e halterofilismo

- Alojamento para 280 pessoas

- Salas de apoio e vestiários

- Refeitório

- Lavanderia

- Lanchonete

- Praça de eventos